# Hans R. Camenzind
Hans Rudolph Camenzind (* 1934 in Zürich; † 8. August 2012 in Los Altos, Kalifornien) war ein Schweizer Mikrochip-Entwickler und Unternehmer. 

## Leben
Nachdem er 1960 von der Schweiz in die USA gezogen war, schloss Camenzind ein Elektrotechnik-Studium an der Northeastern University in Boston mit dem Grad MSEE ab und hielt einen MBA von der Santa Clara University. Anfang der 1970er Jahre ging er an die US-Westküste zur damaligen Firma Signetics (später Philips Semiconductors, heute NXP) und entwickelte dort das bekannte Timer-IC NE555. Das IC ist seit 1971 auf dem Markt und der weltweit meistverkaufte integrierte Schaltkreis. Im Jahr 2003 betrug die Menge der weltweit hergestellten NE555-Timer-ICs rund 1 Milliarde Stück. Hans R. Camenzind hielt über 35 US-Patente, schrieb mehrere Fachbücher über integrierte analoge Schaltungen, aber auch über andere Gebiete und hielt Vorlesungen an der Santa Clara University.
Noch im gleichen Jahr 1971 gründete Camenzind eine eigene Firma mit dem Namen InterDesign, die er 1978, sieben Jahre später, an Ferranti verkaufte. Als unabhängiger Berater beschäftigte er sich unter dem Namen Array Design in San Francisco auch in den folgenden Jahren noch intensiv mit der Entwicklung analoger integrierter Schaltkreise. Neben dem NE555-Timer-IC entwickelte er den ersten integrierten Klasse-D-Verstärker und lieferte Beiträge zur Integration von PLL-Schaltungen (Phasenregelschleifen) in Mikrochips.
Camenzind war verheiratet und Vater einer Tochter und dreier Söhne.

## Schriften (Auswahl)
- Circuit design for integrated electronics. Addison-Wesley, 1968.
- Electronic Integrated Systems Design. Krieger Pub, 1980, ISBN 0-88275-763-6.
- Als John Penter (Pseudonym): Circumstantial evidence. Faraday Press, 1981, ISBN 0-939762-00-5.
- Designing Analog Chips. Virtualbookworm.com Publishing, 2005, ISBN 1-58939-718-5. Download des Buches.
- Much Ado about Almost Nothing: Man's Encounter with the Electron. Booklocker.Com Inc, 2007, ISBN 978-0-615-13995-1.